# John Varley (författare)
John Herbert Varley, född den 9 augusti 1947 i Austin, Texas, är en amerikansk science fiction-författare. Han belönades 1978 med Nebulapriset för kortromanen The Persistence of Vision och 1984 för kortromanen Press Enter.